# بهشت فضل

نمایی از سردرب ورودی آرامستان بهشت فضل در حومهٔ جنوب خاوری شهر نیشابور؛ در میانه قوس بزرگ سردرب، گنبد بقعه فضل بن شاذان نیشابوری دیده می‌شود.

بهشت فضل نام مهم‌ترین آرامستان های شهرستان نیشابور و از جمله معروف‌ترین گورستان‌های ایران که در حومهٔ جنوب خاوری شهر نیشابور قرار گرفته‌است. این مجموعهٔ تاریخی-آرامگاهی که به خاطر در میان گرفتن آرامگاه فضل بن شاذان نیشابوری (محدث، متکلم و فقیه قرن سوم هجری)، به نام‌های شافضل و شاه‌فضل نیز شهرت دارد، دربرگیرندهٔ چهاربخش عمدهٔ «باغ آرامگاه فضل بن شاذان نیشابوری»، «آرامستان بهشت فضل»، «گلزار شهدا» و «بوستان و گلخانه فضل» است.

نمایی شبانه از سردرب ورودی آرامستان بهشت فضل به سوی محوطهٔ درونی؛ این آرامستان، تحت نظارت شهرداری نیشابور می‌باشد.

## موقعیت جغرافیایی
آرامستان بهشت فضل، در موقعیت جغرافیایی "۲۹′۰۹°۳۶ شمالی و "۰۰′۵۱°۵۸ شرقی؛ در حومهٔ جنوب خاوری شهر نیشابور و در فاصله ۲٫۵ کیلومتری میدان پروفسور صادقی (واقع در منطقه گردشگری خیام) قرار گرفته‌است. این مجموعه که در دهستان دربقاضی بخش مرکزی شهرستان نیشابور واقع شده، با فاصله‌ای در جبهه جنوبی با روستاهای محمودآباد فضل و حکیم‌آباد، و در جبهه غربی با تلخک، در جبهه شرقی با دستگرد و در جبهه شمالی با خطوط راه‌آهن و روستای لک‌لک‌آشیان همجوار است.

## مجموعه بهشت فضل

نمایی از بقعهٔ آرامگاه در باغ فضل بن شاذان نیشابوری

گورستان بهشت فضل در کنار آرامگاه فضل بن شاذان نیشابوری (محدث، متکلم و فقیه قرن سوم هجری) سامان یافته‌است و از همین روی این گورستان به نام‌های شافضل و شاه‌فضل نیز شهرت دارد. مجموعه آرامگاهی-تاریخی بهشت فضل دارای چهاربخش عمده می‌باشد:
- باغ آرامگاه فضل بن شاذان نیشابوری؛ در بخش میانی مجموعه؛ بقعهٔ آرامگاه فضل بن شاذان نیشابوری، در ظلع جنوبی باغ قرار دارد. دورتادور ضلع‌های شرقی، غربی و شمالی محوطهٔ باغ را آرامگاه‌های خاندانی در میان گرفته‌است. در ضلع شرقی در کنار بقعهٔ فضل بن شاذان، آرامگاه‌های چندین تن از شخصیت‌های سرشناس حوزه علمی دینی قرار دارد.[۱۰] همچنین آرامجای مسلم بن حجاج قشیری نیشابوری، از شخصیت‌های معروف علم حدیث و نویسنده کتاب صحیح مسلم در نزدیکی آرامگاه فضل بن شاذان نیشابوری است.[۱۱]

نمایی از گلزار شهدا در بخش غربی مجموعهٔ تاریخی-آرامگاهی بهشت فضل

- آرامستان و فضاهای وابسته به آن؛ در بخش شرقی مجموعه؛ این بخش، دارای سردرب ورودی متمایز و به شکل یک دروازه با ورودی‌های پیاده‌رو و سواره‌رو است. سالن برگزاری مراسم، گلفروشی، فروشگاه و حجاری است که در محوطهٔ ورودی قرار دارند. قطعهٔ مربوط به درگذشتگان اهالی فرهنگ و هنر، در ضلع شمال غربی آرامستان قرار دارد.
- گلزار شهدا؛ در بخش غربی مجموعه، که محوطهٔ روباز ویژهٔ همایش‌های عمومی و بنای یادمان نورعلی شوشتری، در ضلع شمالی و همجوار با بوستان فضل قرار دارد.
- بوستان و گلخانه فضل؛ در شمال مجموعه.

سه بخش باغ آرامگاه فضل بن شاذان، آرامستان بهشت فضل و گلزار شهدا دارای ورودی‌های جداگانه می‌باشند و از ضلع شمالی هر سه بخش یادشده به بوستان فضل، راه دسترسی، وجود دارد.

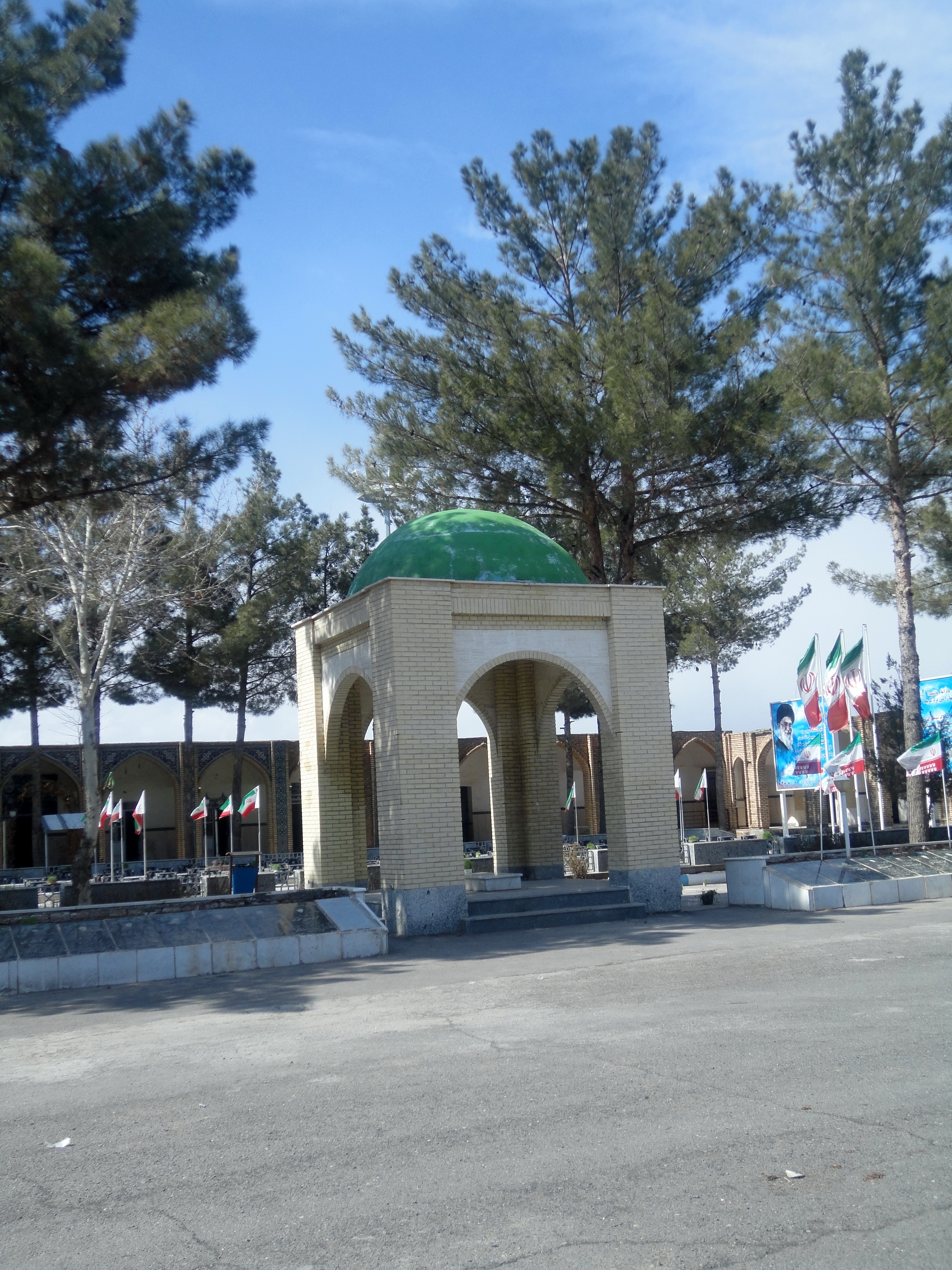
آرامگاه نورعلی شوشتری در قبرستان بهشت فضل - نیشابور